# Svenskt biografiskt handlexikon
Svenskt biografiskt handlexikon är ett lexikon som innehåller alfabetiskt ordnade biografier av Sveriges namnkunniga män och kvinnor från reformationen till tiden för utgivningen. Verket innehåller omkring 3 000 porträtt, fotografiska eller avtecknade sådana.
Det gavs ut i en första upplaga 1873–1876 av Herman Hofberg, och sedan i en andra upplaga 1906 under medverkan av Frithiof Heurlin, Viktor Millqvist och Olof Rubenson.